# ウォルター・バトラー (初代オーモンド侯爵)
初代オーモンド侯爵ウォルター・バトラー（英語: Walter Butler, 1st Marquess of Ormonde KP PC (Ire) FSA、1770年2月4日 – 1820年8月10日）は、アイルランド貴族。1791年から1795年までサールス子爵の儀礼称号を使用した。

## 生涯
第17代オーモンド伯爵ジョン・バトラーと妻スーザン・フランシス・エリザベス（Susan Frances Elizabeth、1754年6月8日 – 1830年4月3日、初代ワンズフォード伯爵ジョン・ワンズフォードの娘）の息子として、1770年2月4日に生まれた。1783年から1785年までイートン・カレッジで教育を受けた。
1790年から1795年までキルケニー県選挙区の代表としてアイルランド庶民院議員を務め、1795年12月30日に父が死去するとオーモンド伯爵位を継承した。1797年7月11日にアイルランド枢密院の枢密顧問官に任命された。
1798年3月19日に聖パトリック勲章を授与され、1801年1月20日に連合王国貴族であるモンマス州におけるランソニーのバトラー男爵（Baron Butler of Lanthony）に叙され、1816年1月にアイルランド貴族であるオーモンド侯爵に叙された。1803年2月10日にロンドン考古協会フェローに選出された。また、1811年にはエドワード1世より与えられたアイルランドのワインに対するprisage（課税の一種）への世襲権を放棄する代償として、216,000ポンドを受け取った。
1820年8月10日にケント州の自宅で死去、オーモンド侯爵位とランソニーのバトラー男爵位は廃絶した。一方、オーモンド伯爵の爵位は弟ジェームズ・ワンズフォードが継承した。

## 家族
1805年3月17日、アンナ・マリア・キャサリン・プリース＝クラーク（Anna Maria Catherine Price-Clarke、1789年ごろ – 1817年12月19日、ジョブ・ハート・プリース＝クラークの娘）と結婚した。